# HTC One Max
Das HTC One Max ist wie das HTC One mini auch eine abgewandelte Version des HTC One. Es wurde am 15. Oktober 2013 offiziell vorgestellt und ist seit Ende desselben Monats verfügbar.

## Unterschiede
Der primäre Unterschied besteht im Display, das von 4,7 auf 5,9 Zoll angewachsen ist. Die Arbeitsgeschwindigkeit ist identisch mit der des normalen HTC One. Eine Neuheit ist der Fingerabdruckscanner, der sich auf der Rückseite des Geräts befindet. Es handelt sich allerdings nicht um einen schnelleren Fingerabdrucksensor wie er bei einem iPhone 5S zu finden ist.
Der Kunststoff im Rahmen ist auffälliger, während beim normalen HTC One eher das Aluminium im Vordergrund steht. Des Weiteren lässt sich die Rückseite des Gerätes mit einem Schalter auf der linken Seite abnehmen, um an die entsprechenden Slots für SIM- und SD-Karten heranzukommen. Zwar ist so auch der fest verbaute Akku sichtbar, aber nicht mit einfachen Mitteln auszutauschen. Durch die Größe ist der Power Button von der oberen Seite nach rechts gewandert. Oben befindet sich daher nur noch ein Infrarotsensor.
Das HTC One Max besitzt auf der Rückseite mehrere Pins, um Zubehör wie einen zusätzlichen Akku zu verbinden.